# Hveragerði

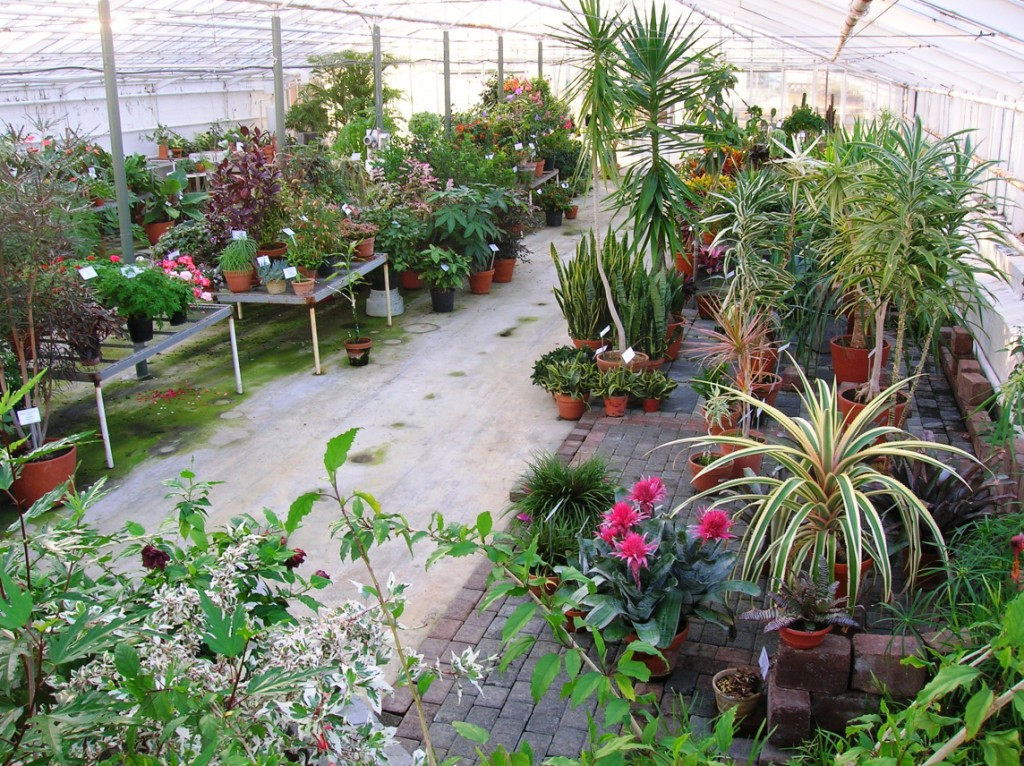
Gewächshaus in Hveragerði von innen

Hveragerði [ˈkʰvɛːraˌcɛrðɪ] ist eine Stadtgemeinde im Süden von Island etwa 40 km östlich von Reykjavík mit 3196 Einwohnern (Stand: 1. Januar 2023).
Die Gemeinde liegt am Fluss Varmá und wird von der Gemeinde Ölfus umschlossen.

## Gewächshäuser
Sie ist bekannt für Gewächshäuser, die mit Erdwärme beheizt werden. Hier werden Gemüse und alle möglichen Früchte, u. a. Bananen, unter Glas angebaut. Die Stadt hat eine Staatliche Gartenbauschule sowie ein Rehabilitationszentrum. Im örtlichen Freibad gibt es eine Dampfsauna.

## Heiße Quellen

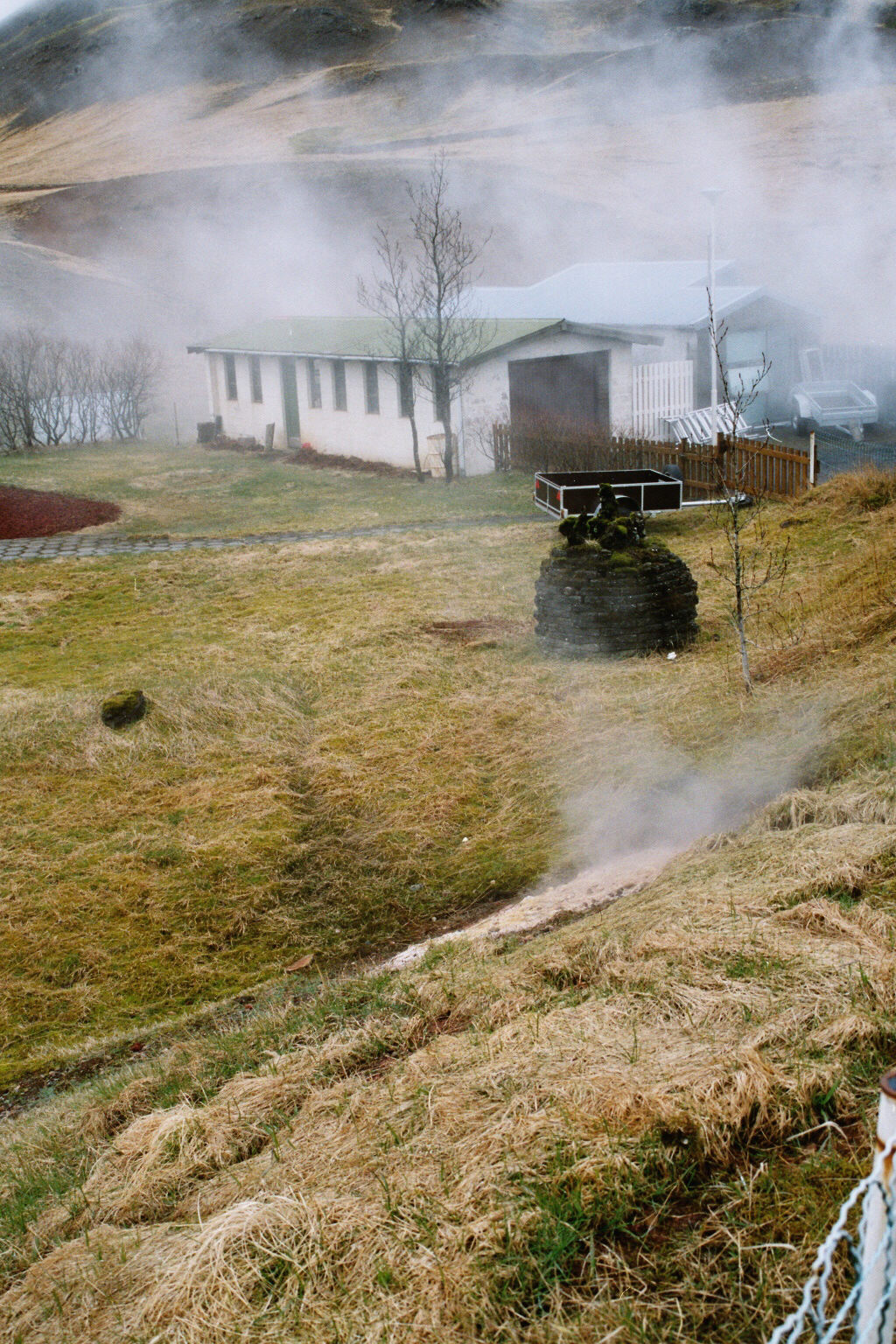
Heiße Quellen in Hveragerði

Im Ort selbst findet man ein Feld mit heißen Quellen (isländisch hver bzw. hverin), da die Gegend zum System des Zentralvulkans Grensdalur gehört. Mitten im Ort liegt ein Hochtemperaturgebiet unterhalb der Kirche. Auch in den Gärten einiger Häuser erkennt man sichtbar heiße (dampfende) und weiße Stellen. Unter weißen Stellen ist die Erdkruste sehr dünn. Am nördlichen Stadtrand liegt der kleine Geysir Grýla.
Außerdem gibt es einen Wanderweg durch einen Park oder über einen Pfad auf der anderen Seite einen Bach entlang nach Norden, wobei man an zahlreichen dampfenden Stellen und einem zischenden Bohrloch vorbeikommt.
Seit den schweren Erdbeben im Mai/Juni 2008 hat sich ein neues Hochtemperaturgebiet am Fuße des Berges Reykjafjall (im Osten des Ortes) entwickelt. Es liegt teilweise auf dem Gebiet der Landwirtschaftshochschule (ehem. Garðyrkjuskóli). Eigentlich handelt es sich hier um die Wiederbelebung eines schon ausgekühlten Hochtemperaturgebietes.

## Geschichte
Zu Beginn des 20. Jahrhunderts wurde das Wasser aus den heißen Quellen in Hveragerði erstmals zum Reinigen von Wolle verwendet, und seit 1928 werden die Heißwasservorkommen in Hveragerði zum Heizen, zum Antrieb von Maschinen für die Herstellung von Molkereiprodukten sowie für andere gewerbliche Zwecke genutzt. Das erste mit Wasser aus den heißen Quellen beheizte Gewächshaus wurde 1923 in Betrieb genommen. Im Juni 1940 begann man mit planmäßigen Bohrungen nach Heißwasser. 1940 zählte der Ort 121 Einwohner, und 1941 bestand er aus 37 Wohn- und 19 Sommerhäusern. 1946 lag die Einwohnerzahl bei 399. 1955 wurde ein Sanatorium mit Schwefel- und Moorbädern gegründet.
Die Stadtrechte (kaupstaðurréttindi) wurden Hveragerði am 1. Juli 1987 verliehen. 1989 zählte die Stadt 1.593 Einwohner. Am 29. Mai 2008 wurde Hveragerði von einem Erdbeben der Stärke 6,3 auf der Richterskala erschüttert, das zwar keine Todesopfer, aber etwa 30 Verletzte forderte und vor allem in der Stadt Selfoss Sachschäden anrichtete.

## Architektur und Kultur
Die moderne Kirche Hveragerðiskirkja mit 200 Sitzplätzen und einem Altar aus geschliffenem Granit wurde 1967–72 als erste Kirche der Stadt erbaut. Vorher mussten die Einwohner der Stadt sich zum Gottesdienst zur nicht minder sehenswerten, 3 km entfernten Pfarrkirche Kotstrandarkirkja des Weilers Kotströnd begeben, der an der Landstraße 1 (Hringvegur) liegt und heute zur Gemeinde Ölfus gehört. 
Das Kunstmuseum Listasafn Árnesinga wurde 1963 gegründet und beherbergt rund 500 Kunstwerke. Die Ausstellung Skjálftinn 2008 im Einkaufszentrum Sunnumörk erinnert an das Erdbeben vom 29. Mai 2008.

## Parkanlagen
Bekannt ist auch der im Stadtzentrum gelegene geothermale Park Hveragarðurinn. Wanderwege führen hier u dem kleinen Geysir Dynkur sowie an zahlreichen heißen Quellen vorbei, die teilweise eigene Namen haben, z. B. Leirhver, Rauðihver, Bláhver, Gróuhver und zur Quelle Manndrápshver, in der 1906 ein Mann ertrank, nachdem er im Dunkeln in die Quelle gefallen war. In der ab 1983 angelegten Parkanlage Lystigarðurinn Fossflöt ist der Wasserfall Reykjafoss zu sehen, der bereits 1902 zur Energiegewinnung genutzt wurde. Der bekannte Geysir Grýla in der Nähe des Sportplatzes ist nur noch selten aktiv.

## Einrichtungen
In Hveragerði befindet sich die staatliche Gartenbauschule Islands. Außerdem verfügt die Stadt über Grundschule, Kindergarten, Gesundheitszentrum (Heilsugaeslustöð), Apotheke, ein Sanatorium, Schwimmbad, mehrere Hotels und Restaurants, Geschäfte, Camping- und Golfplatz. Einige Restaurants und Cafés wurden sogar in Treibhäusern eröffnet. Etwas nördlich der Stadt befinden sich Einrichtungen für Wintersport.

## Einwohnerentwicklung
Hveragerði erfuhr in den letzten Jahren ein kräftiges Bevölkerungswachstum (1997 bis 2005: + 31 %).

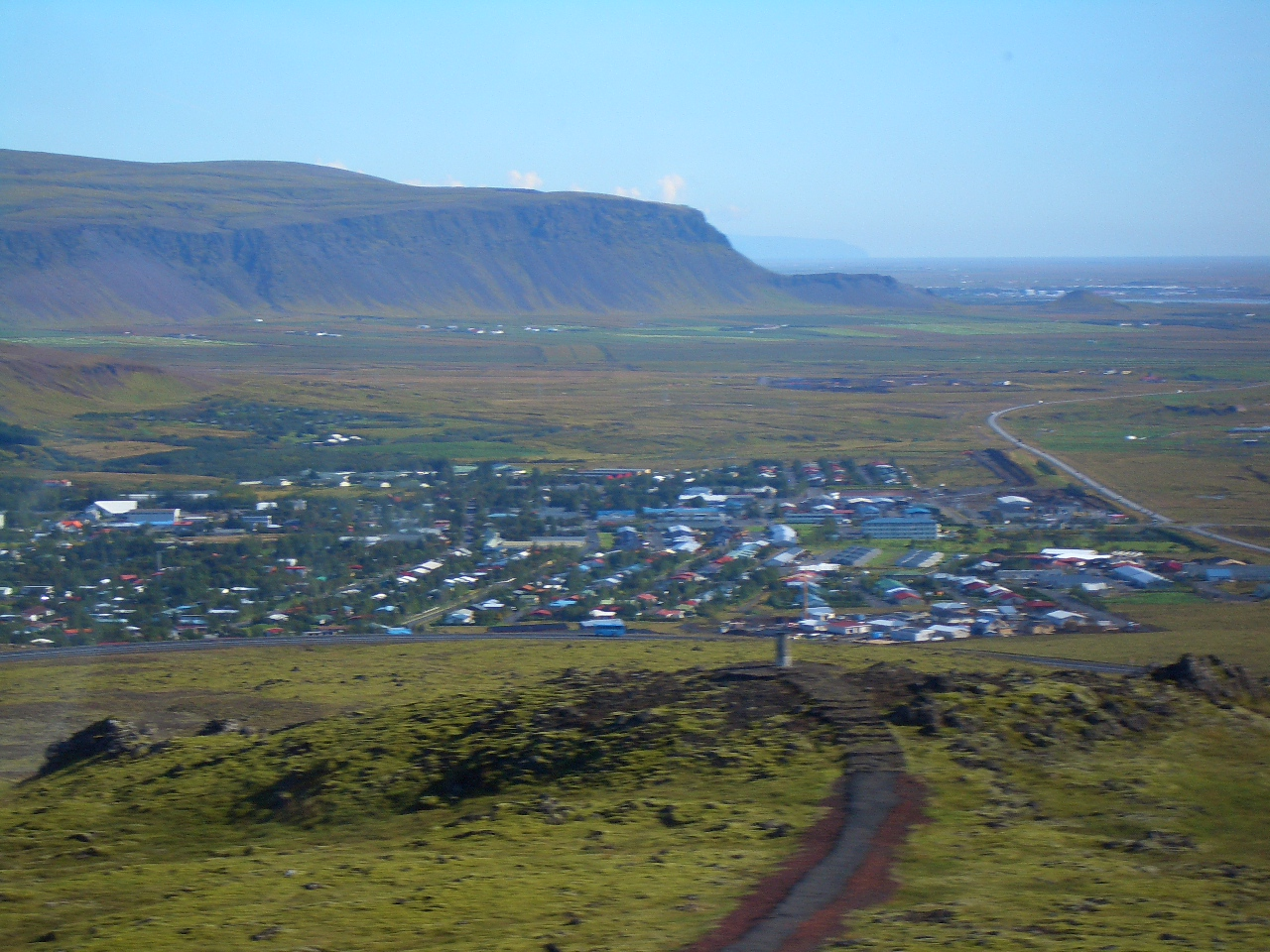
Blick von der Hellisheiði auf den Ort

| Datum         | Einwohner |
| ------------- | --------- |
| 1. Dez. 1997: | 1.669     |
| 1. Dez. 2003: | 1.887     |
| 1. Dez. 2004: | 2.021     |
| 1. Dez. 2005: | 2.089     |
| 1. Dez. 2006: | 2.189     |